# Götz Lahusen
Götz Lahusen (* 11. November 1944 in Traben-Trarbach; † 30. Mai 2008) war ein deutscher Klassischer Archäologe.
Lahusen stammt aus der Kaufmannsfamilie Lahusen. Er wuchs in Bremen auf und studierte an der Universität München und der Universität Tübingen. In Tübingen promovierte er 1975 bei Ulrich Hausmann mit der Arbeit Untersuchungen zur Ehrenstatue in Rom. Literarische und epigraphische Zeugnisse. Schon während des Studiums hielt sich Lahusen mehrfach in Rom auf, nach der Promotion wurde er zunächst wissenschaftliche Hilfskraft, später Referent an der Abteilung Rom des Deutschen Archäologischen Instituts. 1980 wurde er wissenschaftlicher Assistent am Archäologischen Institut der Universität Frankfurt. Dort habilitierte er sich 1985 mit der Arbeit Die Bildnismünzen der römischen Republik. Es folgten mehrere Lehrstuhlvertretungen. 1988 wurde Lahusen Hochschuldozent an der Universität Freiburg, seit 1995 war er Außerplanmäßiger Professor in Frankfurt.
Lahusen arbeitete seit seiner Zeit in Freiburg schwerpunktmäßig an einem Projekt der Deutschen Forschungsgemeinschaft, das sich mit der römischen Bildkunst beschäftigte. Gemeinsam mit dem Restaurator Edilberto Formigli forschte er zu römischen Großbronzen. Lahusens Arbeiten zur Porträtkunst der römischen Republik gelten als grundlegend. Er war Mitglied des Deutschen Archäologischen Instituts und verstarb nach längerer Krankheit.

## Schriften (Auswahl)
- Untersuchungen zur Ehrenstatue in Rom. Literarische und epigraphische Zeugnisse (= Archaeologica Band 35). Bretschneider, Rom 1983, ISBN 88-85007-97-X.
- Schriftquellen zum römischen Bildnis. Heye, Bremen 1984.
- Die Bildnismünzen der römischen Republik. Hirmer, München 1988, ISBN 3-7774-4890-7.
- Herausgeber: Die Antiken der Deutschen Akademie Villa Massimo Rom. Deutsche Akademie Villa Massimo, Rom 1990.
- mit Edilberto Formigli: Römische Bildnisse aus Bronze. Kunst und Technik. Hirmer, München 2001, ISBN 3-7774-8790-2.
- mit Edilberto Formigli: Großbronzen aus Herculaneum und Pompeji. Statuen und Büsten von Herrschern und Bürgern. Wernersche Verlags-Gesellschaft, Worms 2007, ISBN 978-3-88462-250-6.
- Römische Bildnisse. Auftraggeber, Funktionen, Standorte. Zabern, Mainz 2010, ISBN 978-3-8053-3738-0.